# Charlotte Uzarewicz
Charlotte Uzarewicz (* 1956) ist eine deutsche Pflegewissenschaftlerin.

## Leben
Die Krankenschwester studierte Ethnologie, Soziologie und Medizingeschichte in Göttingen (1985–1991), wo sie die Abschlüsse Ethnologin M.A. und 1997 Soziologin Dr. disc. pol. erwarb (Promotion zum Thema Kollektive Identität und Tod – Zur Bedeutung ethnischer und nationaler Konstruktionen). Wissenschaftliche Mitarbeiterin war sie im Studiengang Lehramt Pflegewissenschaft an der Universität Bremen (1995–1997). Ab 1998 war sie Professorin für Pflegewissenschaft an der Evangelischen Fachhochschule Berlin und Gastprofessorin im Studiengang Pflegewissenschaft der Universität Halle. Seit 1999 ist sie Professorin für Pflegewissenschaft an der Katholischen Stiftungshochschule München und seit 2005 stellvertretende Direktorin des Instituts für Fort- und Weiterbildung, Forschung und Entwicklung (IF) der KSFH. Seit 2008 lehrt sie Honorarprofessorin für Kultur und Ästhetik in der Pflege an der PTH Vallendar.

## Schriften (Auswahl)
- als Herausgeberin mit Gudrun Piechotta: Transkulturelle Pflege (= Curare. Sonderband 10). VWB-Verlag für Wissenschaft und Bildung, Berlin 1997, ISBN 3-86135-564-7.
- mit Michael Uzarewicz: Kollektive Identität und Tod. Zur Bedeutung ethnischer und nationaler Konstruktionen (= Europäische Hochschulschriften. Reihe 22. Soziologie. Band 316). Lang, Frankfurt am Main/Berlin/Bern/New York/Paris/Wien 1998, ISBN 3-631-32810-9, (zugleich Dissertation, Göttingen 1997).
- als Herausgeberin mit Olivia Dibelius und Hildebrand Ptak: Pflegemanagement aktuell. Beiträge aus der praxisorientierten Forschung. Mabuse-Verlag, Frankfurt am Main 2000, ISBN 3-933050-31-6.
- mit Michael Uzarewicz: Das Weite suchen. Einführung in eine phänomenologische Anthropologie für Pflege (= Dimensionen sozialer Arbeit und der Pflege. Band 7). Lucius und Lucius, Stuttgart 2005, ISBN 3-8282-0307-8.
- mit Olivia Dibelius: Pflege von Menschen höherer Lebensalter (= Kohlhammer-Urban-Taschenbücher. Band 768) (= Grundriss Gerontologie. Band 18). Kohlhammer, Stuttgart 2006, ISBN 3-17-017969-1.
- als Herausgeberin mit Elisabeth Linseisen: Aktuelle Pflegethemen lehren. Wissenschaftliche Praxis in der Pflegeausbildung (= Dimensionen sozialer Arbeit und der Pflege. Band 14). Lucius & Lucius, Stuttgart 2013, ISBN 3-8282-0575-5.
- Kopfkissenperspektiven. Fragmente zum Raumerleben in Krankenhäusern und Heimen. Verlag Karl Alber, Freiburg/München 2016, ISBN 3-495-48792-1.

| Personendaten    | Personendaten                    |
| ---------------- | -------------------------------- |
| NAME             | Uzarewicz, Charlotte             |
| KURZBESCHREIBUNG | deutsche Pflegewissenschaftlerin |
| GEBURTSDATUM     | 1956                             |